# 乌沙镇 (池州市)
乌沙镇，是中华人民共和国安徽省池州市贵池区下辖的一个乡镇级行政单位。

## 名称
乌沙地处长江长沙洲（扁担洲），沙呈乌黑色，故名乌沙，又因镇外有夹江，亦称乌沙夹。

## 行政区划
乌沙镇下辖以下地区：
乌沙社区、晏塘社区、新庄村、联庄村、丰庄村、横塘村、新义村、李阳村、龙干村、灯塔村、联村、红庄村、莲花村和双塘村。

### 历史沿革
明清时期乌沙属舞鸾下乡，1823年至1880年代，曾设置乌沙夹镇，民国年间改为乌沙乡，1951年设乌沙镇，1957年撤镇设乡，1958年贵池县建立人民公社体制，乌沙乡改为乌沙人民公社。1984年3月，贵池县废人民公社体制，设立乌沙乡，属于乌沙区公所。1991年12月30日，经安徽省人民政府批准，撤销乌沙乡，设立乌沙镇。1992年2月，经安徽省人民政府批准，贵池市开始撤区并乡，乌沙区公所遂撤销。2001年8月17日，经安徽省人民政府批准，撤销驻驾乡，并入乌沙镇。
2007年2月5日，经池州市人民政府批准，贵池区撤销原乌沙镇、晏塘镇：
- 析出普庆、玉楼、红杨、小上、驻驾、幸福、古中、王行、北闸、长乐、同乐、民生12个村委会并入秋江街道；
- 原乌沙镇、晏塘镇余下村委会、居委会并入新的乌沙镇。
- 乌沙镇政府驻地不变。

## 地理
乌沙镇位于池州城西16公里，东与秋江街道毗邻，西南与牛头山镇交界，北临长江与枞阳县隔江相望。

## 自然资源
乌沙境内地势平缓，岗垄相间，土地肥沃，资源丰富。盛产粮、棉、油、花生、豆类、薯类等农作物，特产小花生壳薄实壮，香脆可口，享誉省内外。

## 旅游资源
- 太子矶
- 黄公祠
- 乌沙老街

## 名人
- 许历农
- 龙冬花
- 沈维孝